# 판교 통일신라·고려 고분군
판교 통일신라·고려 고분군은 대한민국 경기도 성남시 분당구 백현동에 있다. 2012년 12월 21일 성남시의 향토문화재 제12호로 지정되었다.

## 개요
판교 통일신라~고려 고분군은 백현동, 삼평동, 사송동 일원에서 발굴되어 낙생대공원으로 이전 복원된 석곽묘(石槨墓), 석실묘(石室墓), 토광묘(土壙墓)로 구성되어 있다. 이들 무덤은 앞트기식돌방무덤(橫口式石室墓), 앞트기식돌덧널무덤(橫口式石槨墓), 구덩식돌덧널무덤(竪穴式石槨墓) 등 다양한 묘제 양식을 보인다. 삼국통일시대 한반도 내 성남 지역의 중요성을 보여주는 증거이자 성남 지역의 중세 고분 문화를 보여준다는 데 의의가 있다.